# Thockrington
Thockrington är en ort i civil parish Bavington, i grevskapet Northumberland i England. Orten är belägen 15 km från Hexham. Thockrington var en civil parish fram till 1955 när blev den en del av Bavington. Civil parish hade 18 invånare år 1951.